# Lispocephala parydra
Lispocephala parydra är en tvåvingeart som beskrevs av Hardy 1981. Lispocephala parydra ingår i släktet Lispocephala och familjen husflugor. Inga underarter finns listade i Catalogue of Life.